# Sùng Ninh Công chúa
Sùng Ninh Công chúa (chữ Hán: 崇寧公主), không rõ sinh mất cũng như tên thật, là hoàng nữ của Minh Thái Tổ Chu Nguyên Chương, hoàng đế đầu tiên của nhà Minh.

## Cuộc đời
Sùng Ninh Công chúa là hoàng nữ thứ 3 của Minh Thái Tổ, không rõ mẹ là ai. Công chúa hạ giá với Ngưu Thành (牛城) vào năm Hồng Vũ thứ 17 (1384). Cưới nhau chưa được bao lâu thì phò mã Thành phạm tội, bị đày làm lính ở Vân Nam, công chúa Sùng Ninh cũng đi theo cùng nhưng giữa đường thì đột ngột qua đời. Thái Tổ hay tin con gái chết đã cho người tới Vân Nam đánh chết Ngưu Thành. Tuy nhiên, chính sử lại không chép việc này, chỉ ghi rằng công chúa Sùng Ninh mất ngay sau khi cưới.
Dựa theo năm sinh của Ninh Quốc Công chúa (1364) và Hoài Khánh Công chúa (1367), hoàng nữ thứ 2 và 6 của Thái Tổ, cộng với năm thành hôn (1384) thì ước chừng công chúa Sùng Ninh sinh vào khoảng năm 1365 đến 1366, trước khi Thái Tổ đăng cơ. Nếu theo đó, thì Sùng Ninh thành hôn ở độ tuổi trên 16, muộn hơn so với các chị em của mình.